# Ode (dichtkunst)

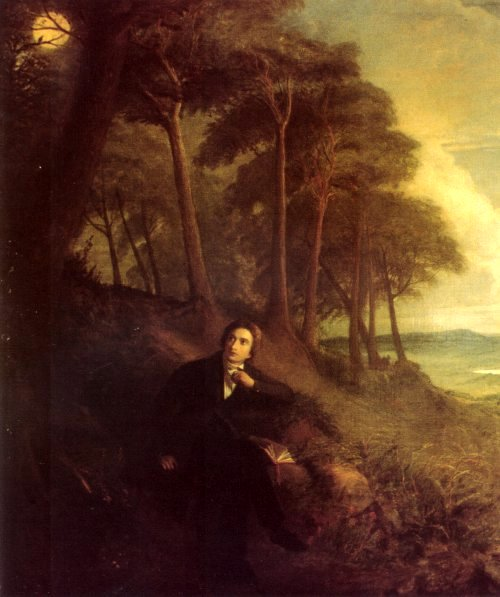
John Keats schreef het gedicht Ode aan een nachtegaal

Een ode (Oudgrieks: ᾠδή ōidḗ, zang), lofdicht of lofzang is een  veelal gezongen verhaal waarin een persoon of zaak geprezen wordt. Het karakter is vaak zeer lovend en hoogdravend, de betrokkene kan geen kwaad doen. Behalve een gedicht kan de ode ook een muziekstuk zijn. Maar niet alle lofzangen zijn gezongen.
Is het onderwerp religieus van aard, dan is het een hymne of dithyrambe. Een prozaïsche lofrede, niet op rijm, is wel een eloge of elogium.
Voorbeelden zijn:
- Ode aan Napoleon (Bilderdijk)
- Gebed aan het socialisme (Henriette Roland Holst)
- Ode aan Den Haag (Gerrit Achterberg)
- Ode an die Freude (Ludwig van Beethoven, tekst: Friedrich von Schiller)

In de retoriek is een panegyricus een lofspraak, net als de laudatio.